# شهرستان دونیا
شهرستان دونیا (به بلغاری: Devnya Municipality) یک شهرستان در بلغارستان است که در استان وارنا واقع شده‌است. شهرستان دونیا ۱۰۰٫۹۸ کیلومتر مربع مساحت و ۹٬۲۳۴ نفر جمعیت دارد.